# Une revenante, partie 1
Une revenante, partie 1 est le 15e épisode de la saison 4 de Buffy contre les vampires.

## Résumé
Dans son coma, Faith rêve d'elle-même en train d'aider Buffy à faire le lit de sa chambre d'enfant. Les deux Tueuses parlent de diverses choses, puis elle se rend compte que la seconde la poignarde au flanc.  
Dans le sous-sol de la maison d'Alex, ce dernier tente de réparer l'arme que Maggie avait donnée à Buffy, qui estime qu'il s'agit de la seule chose dont elle ait besoin pour tuer Adam, mais il échoue. Giles tente de ménager sa protégée dans ses efforts, mais la Tueuse préfère continuer de rechercher la créature. Elle s'inquiète également de l'état de Riley, dont elle n'a aucune nouvelle, excepté celle selon laquelle il va bien. À l'hôpital, le jeune homme, qui se remet doucement de ses blessures, quitte sa chambre et se dispute avec Forrest qui tente de le décourager de retourner voir Buffy et quitter l'hôpital, car estime qu'ils doivent tous rester ensemble.  
Dans un de ses rêves, Faith s'imagine en train de pique-niquer avec le Maire dans un parc, mais l'évènement est interrompu par Buffy qui tue son père adoptif sous ses yeux et la contraint à s'enfuir. Pendant ce temps, cette dernière, Alex et Willow cherchent Adam et la Tueuse trouve le corps d"un démon disséqué et suspendu à des arbres. De retour chez son meilleur ami, elle pense que la créature étudie la physiologie des humains et des démons et décide ensuite de monter une opération pour aller secourir Riley, mais celui-ci les a déjà rejoints et décide de les aider à tuer Adam.  
Dans un dernier rêve, Faith s'imagine poursuivie par Buffy dans un cimetière et les deux Tueuses se battent dans une tombe où elle chute. Après le combat, elle en sort, au milieu de la pluie, et se réveille de son coma. Alors qu'elle marche dans une partie du bâtiment complètement désert, elle rencontre une femme qui lui apprend que 8 mois se sont écoulés depuis son coma, que le lycée de Sunnydale n'existe plus, ainsi que la mort du Maire. Elle la blesse, lui vole ses vêtements et part du lieu.  
Pendant que Buffy et Riley discutent, la Tueuse propose à son petit-ami de quitter l'Initiative, une décision que ce dernier n'est pas prêt à prendre. Pendant ce temps, le personnel hospitalier et la police constatent la disparition de Faith. Une des infirmières appelle depuis l'hôpital et signale à son interlocuteur un état d'urgence. À Sunnydale, Faith se promène et finit par se rendre chez Giles. Elle découvre Buffy, son Observateur, ses amis et Riley discuter d'Adam et du meilleur moyen de le vaincre. Riley se propose de partager les informations de l'Initiative avec lui. Un coup de téléphone informe ensuite Buffy de l'évasion de Faith et elle doute de la marche à suivre.  
Le lendemain à l'université, elle discute avec Willow et explique avoir raconté l'essentiel à Riley sur Faith, mais elles sont interrompues par cette dernière, qui, déterminée à se battre, fait part de sa rancune à la Tueuse. La discussion dégénère vite en un combat qui tourne court à cause de l'intervention de la police qui contraint Faith à s'enfuir. Plus tard, Willow demande à Tara son aide pour la retrouver, pendant qu'Alex et Giles tombent sur Spike à qui ils parlent de Faith, et ce dernier se dit ravi de l'existence d'une seconde Tueuse déterminée à les tuer. Trois hommes arrivent en hélicoptère et sont accueillis par l'infirmière de l'hôpital.  
Dans les rues de la ville, Faith tente de se cacher de la police et tue par inadvertance un démon qui lui remet un colis qui contient une cassette VHS et un objet magique de la part du Maire. Après avoir pris connaissance du message de son ancien mentor (enregistré pendant qu'elle était dans le coma), Faith se rend chez les Summers et prend Joyce en otage. Buffy ne sauve sa mère que de justesse. Pendant que les deux Tueuses se battent, Giles trouve les trois hommes arrivés en hélicoptère chez lui, et l'un d'eux le salue. Finalement, Faith se sert de l'objet donné par le Maire. Les deux jeunes femmes changent alors de corps et Faith assomme Buffy d'un coup de poing alors qu'arrive la police.

## Production
L'un des deux titres originaux envisagés pour l'épisode était Rise and Shine (Lève-toi et brille). Après le tournage initial, l'épisode était trop court et deux scènes ont été ajoutées : celle entre Tara et Willow et celle où Alex et Giles patrouillent et rencontrent Spike. Une erreur de réalisation nous permet d'apercevoir sur la gauche de l'écran une caméra ainsi que les mains du caméraman qui suit la chute de Buffy et de Faith dans les escaliers de la maison de Buffy durant leur combat.